# Стобець (Поморське воєводство)
Стобець (пол. Stobiec, нім. Stobbendorf) — село в Польщі, у гміні Стеґна Новодворського повіту Поморського воєводства.
Населення — 177 осіб (2011).
У 1975-1998 роках село належало до Ельблонзького воєводства.

## Демографія
Демографічна структура станом на 31 березня 2011 року:
|          | Загалом | Допрацездатний вік | Працездатний вік | Постпрацездатний вік |
| -------- | ------- | ------------------ | ---------------- | -------------------- |
| Чоловіки | 98      | 33                 | 57               | 8                    |
| Жінки    | 79      | 15                 | 47               | 17                   |
| Разом    | 177     | 48                 | 104              | 25                   |